# مهرجان بورسعيد لسينما العالم القديم

مهرجان بورسعيد لسينما العالم القديم (بالإنجليزية: Port Said's Old World Cinema Festival) هو مهرجان تنظمه «مؤسسة سينما توجراف للثقافة والفنون» وأسسه عام 2020  تحت رعاية وزارة الثقافة المصرية و محافظة بورسعيد، ويترأسه المخرج إسماعيل مراد بهدف نشر الثقافة السينمائية وتعريف الجمهور البورسعيدي بمدارس سينمائية مختلفة من قارات العالم القديم الثلاث «أفريقيا وأسيا وأوروبا». المهرجان هو أول حدث سينمائي دولي  تنظمه مؤسسات المجتمع المدني بمحافظات قناة السويس، ويضم أكثر من مسابقة للأفلام الطويلة والوثائقية والتسجيلية  والقصيرة ولصناع السينما من الهواة والطلبة ويكرم نجوم وصناع الفن السابع الذين أسهموا بإبداعهم في تقديم أعمالا سينمائية مهمة سطروا بها تاريخا سينمائيا عظيما.
يستضيف المركز الثقافي ببورسعيد كافة فعاليات المهرجان، كونه يعد قصراً للمهرجانات ومجهزاً لاستقبال الأحداث الفنية الكبرى، حيث يضم مسرحاً ضخماً وشاشتي عرض سينمائي وقاعات للندوات والمؤتمرات الصحفية. وقررت إدارة المهرجان إطلاق اسم الفنان الكبير الراحل محمود ياسين على الدورة الافتتاحية، التي تقام خلال الفترة من 25 وحتى 30 يونيو 2022، وقد أزاحت محافظة بورسعيد الستار عن تمثال الفنان الراحل بحديقة المركز الثقافي في نطاق حي الشرق، خلال احتفالاتها بالذكرى 65 لعيد النصر في الثالث والعشرين من ديسمبر 2021.  

## إسماعيل مراد (رئيس المهرجان)
إسماعيل مراد هو مخرج وكاتب مصري من مواليد 22 فبراير 1960 حصل علي بكالوريوس المعهد العالي للسينما قسم الإخراج عام 1988. عمل مخرجاً للأفلام التسجيلية منذ عام 1980 حتى عام 1987 وعمل مساعد مخرج فور تخرجه مع شريف عرفة. بدأ الإخراج عام 1995 مع فيلم «اغتيال فاتن توفيق».

## وصلات خارجية
https://gate.ahram.org.eg/News/3248255.aspx مهرجان بورسعيد لسينما العالم القديم
https://www.darelhilal.com/News/1088518.aspx مهرجان بورسعيد لسينما العالم القديم
https://www.imdb.com/name/nm4948864/?ref_=tt_ov_dr مهرجان بورسعيد لسينما العالم القديم
https://alwafd.news/%D8%A3%D8%AE%D8%A8%D8%A7%D8%B1/2826025-- مهرجان بورسعيد لسينما العالم القديم